# Леополдштат
Леополдштат је други округ града Беча.

## Географија
2. округ лежи на острву између Дунава у Дунавског канала. Највећи дио округа отпада на познати бечки Пратер.

## Дијелови округа
Леополдштат се састоји из више дијелова: Леополдштат (дио бечког округа), Јегерцајле и Цвишенбрикен (који дијелом припада и округу Бригитенау). Највећи трг је Пратерштерн где се налази и железничка станице испод које се укрштају линије бечког метроа У1 и У2.